# Kfz-Kennzeichen (Italien)
Italienische Kraftfahrzeugkennzeichen lassen sich in zwei grundlegende Systeme unterteilen. Bis zur Umstellung 1994 konnte die Herkunft direkt abgelesen werden, was bei dem neuen System nur bedingt möglich ist. Obwohl seit der Umstellung bereits einige Zeit vergangen ist, finden sich weiterhin alte Kennzeichen im Verkehr. Bei beiden Systemen ist das vordere Schild (wenn vorhanden) kleiner als das hintere.

## Kennzeichen für PKW und LKW

### 1927–1994

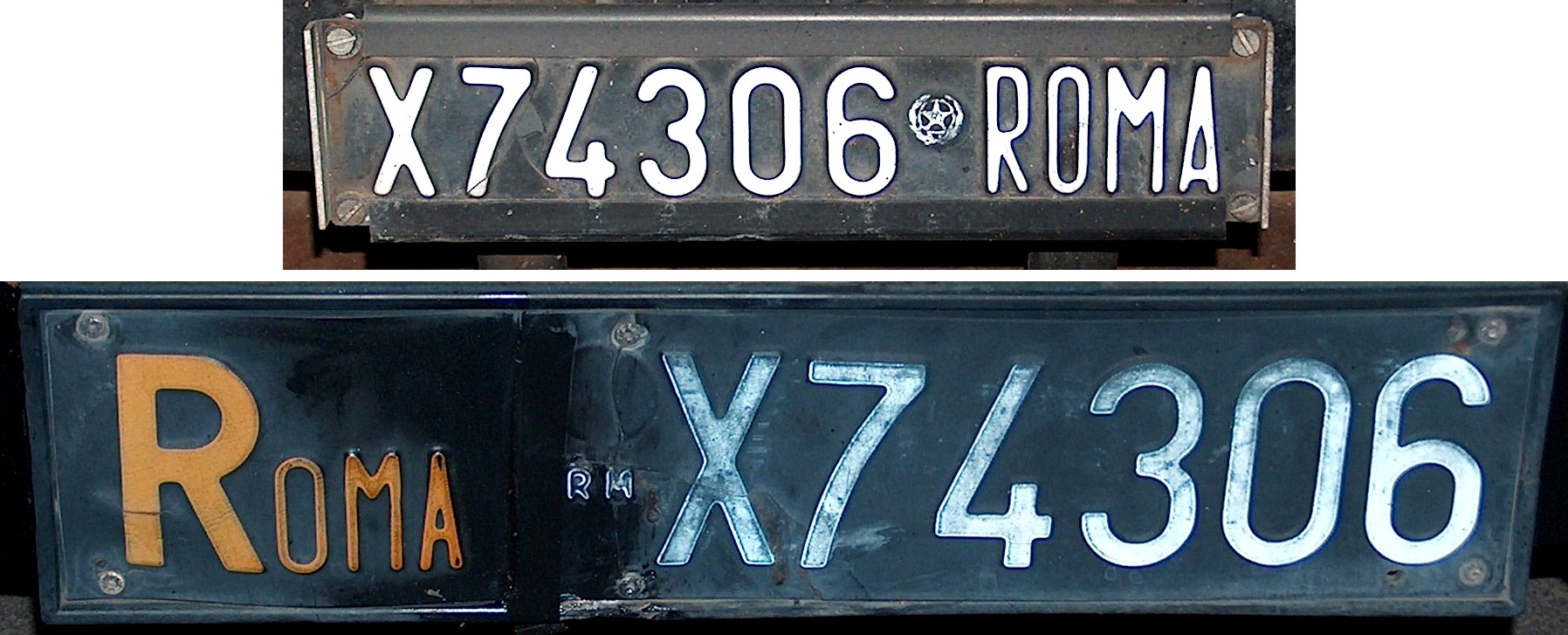
Altes Kennzeichen vor 1985 aus Rom; oben: Front, unten: Heck

Aktuelles Euro-Kennzeichen mit Zulassungsjahr (2001) und Provinz (ROMA), Front/Heck

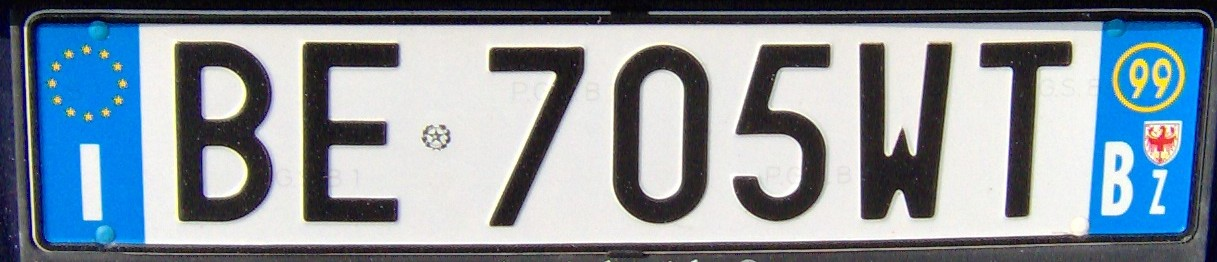
Euro-Kennzeichen mit Zulassungsjahr (1999), Landeswappen und Provinz („BZ“ für Provinz Bozen)

Die Kennzeichen beginnen in der Regel mit zwei Buchstaben, welche die Provinz bzw. Metropolitanstadt angeben. Eine Ausnahme bildet hier die Metropolitanstadt Rom, deren Name (als Kapitälchen aussehend) ausgeschrieben wird (ROMA). Den Provinz- und Metropolitanstadtkürzeln folgend findet sich ein Symbol des italienischen Staates, ab 1948 das stilisierte Nationalwappen mit den Buchstaben RI für Repubblica Italiana. Es folgt eine Unterscheidungsnummer. Bis 1985 waren die Lettern weiß (Provinzkürzel: orange) und der Grund schwarz. Diese wurden aber eingestellt, weil die Schilder aus Kunststoff waren und bei Unfällen, Vandalismus, Anschlägen o. ä. bis zur Unkenntlichkeit verbrannten. Danach wurden reflektierende Kennzeichen aus Aluminiumblech mit weißem Grund und schwarzen Lettern eingeführt. Das Ausgabeprinzip blieb aber erhalten.

### Seit 1994

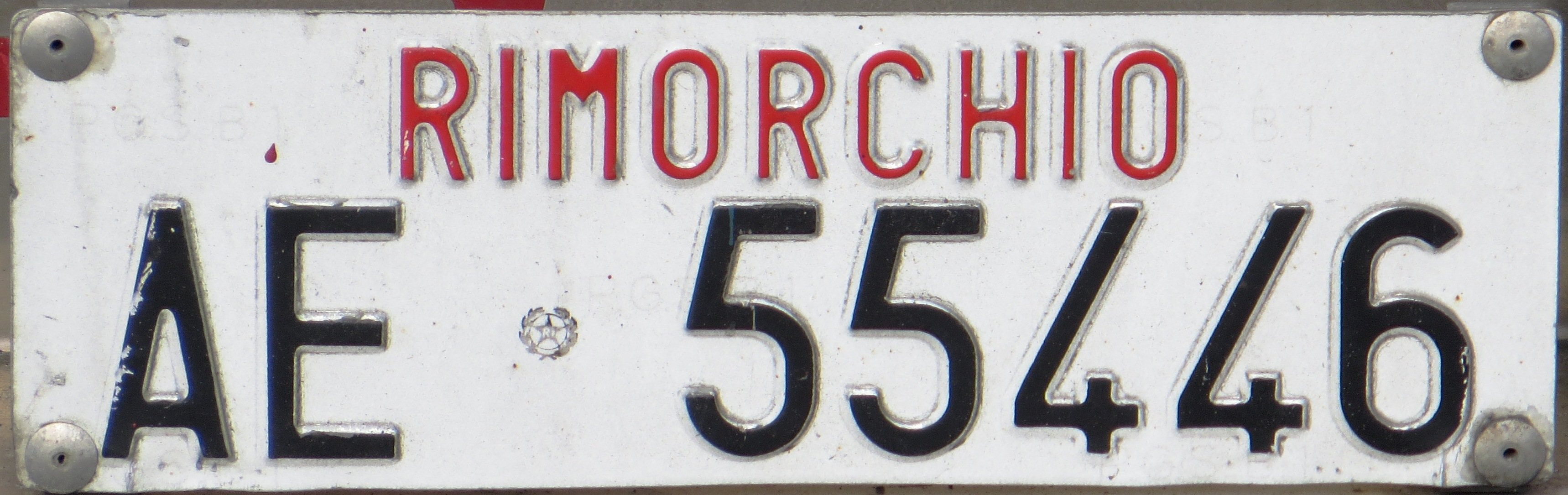
Anhängerkennzeichen (bis 2013)

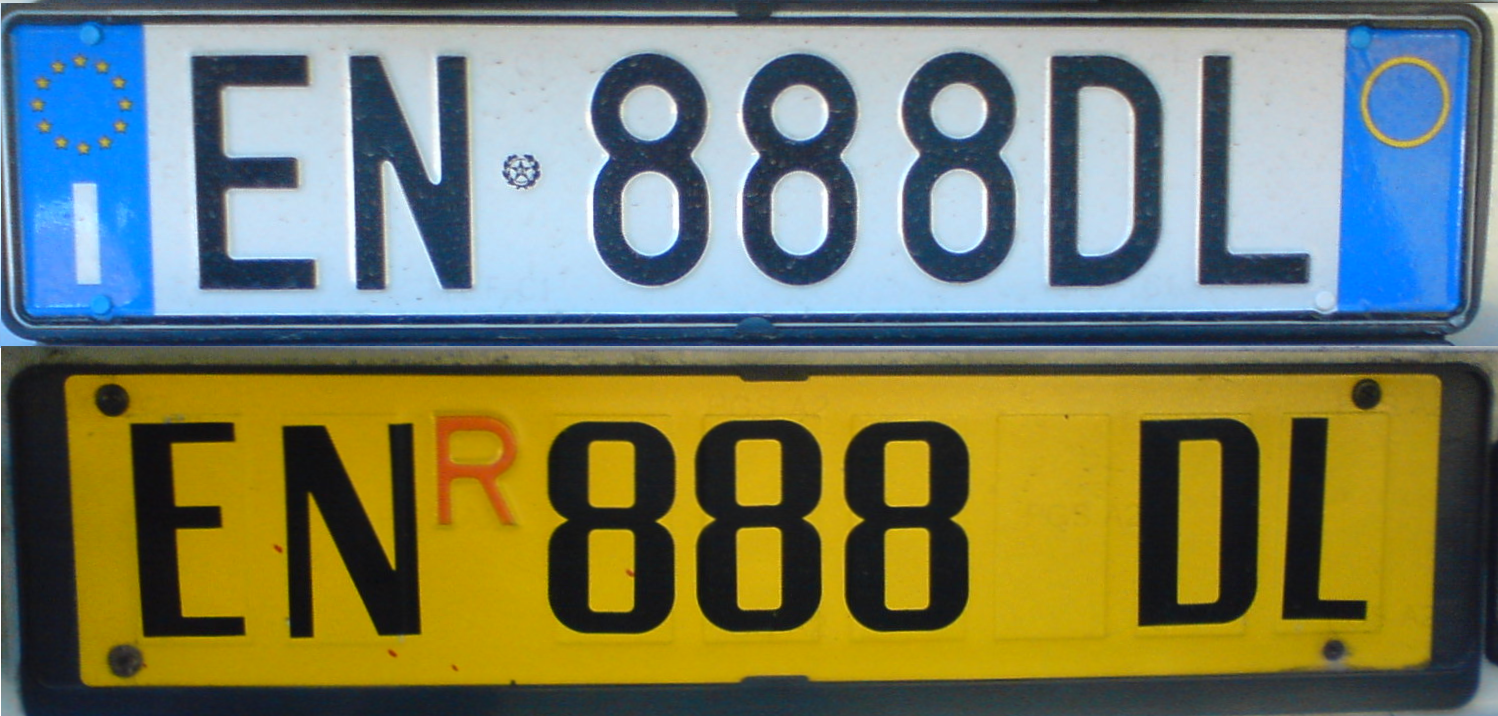
Pkw-Kennzeichen und altes Anhänger-Wiederholungskennzeichen (bis 2013)

1994 wurde das System durch ein landesweites System ersetzt, bei dem die regionale Herkunft nicht mehr erkennbar ist; stattdessen wurde die Letterkombination fortlaufend, beginnend mit AA 000 AA, vergeben. Die Buchstaben I, O, Q und U werden nicht verwendet. Seit der Einführung der Euro-Kennzeichen (ab BB 000 HH) im Jahre 1999 besteht wieder die Möglichkeit, Fahrzeuge regional einzuordnen: Neben dem Euroband (europäische Flagge und Nationalitätszeichen I) am linken Schildrand gibt es ein weiteres am rechten Rand, in dem der Besitzer Zulassungsjahr und Provinzkürzel vermerken lassen kann, jedoch nicht muss. Die autonomen Provinzen Bozen – Südtirol und Trient sowie die autonome Region Aostatal führen außerdem ihre Wappen im rechten blauen Streifen des Kennzeichens. Bei den seit 1999 ausgegebenen Euro-Kennzeichen ist der Austausch der Provinzkürzel, die im rechten Feld nur aufgeklebt sind, möglich, wird aber kaum praktiziert.
Für Fahrzeuge, die am Heck ein zweizeiliges Kennzeichen benötigen (Geländewagen, US-Importe usw.), werden die Kennzeichen von ZA 001 AA bis ZZ 999 ZZ vergeben. Anhänger nutzen seit März 2013 die Serie von XA 001 AA bis XZ 999 ZZ, während die Serie von YA 001 AA bis YZ 999 ZZ von der Stadt- und Gemeindepolizei verwendet wird.

### Anhängerkennzeichen
Anhänger, die vor März 2013 zugelassen wurden, tragen in der Regel zwei Kennzeichen. Zum einen musste am Anhängerheck ein Anhängerkennzeichen angebracht werden. Es ist weiß, hat oben die rote Aufschrift RIMORCHIO [riˈmɔrkjo] (deutsch: Anhänger) und unten eine fortlaufende schwarze Buchstaben-/Zahlenkombination.
Zusätzlich musste ein gelbes Wiederholungskennzeichen mit der Letterkombination des Zugmaschinenkennzeichens, ergänzt durch ein rotes R nach den ersten beiden Zeichen, am Anhängerheck (meist links vom o. g. Kennzeichen) angebracht werden. Der Hintergrund dieses wiederholenden Kennzeichens ist gelb.
Seit März 2013 tragen Anhänger Nummernschilder, die im Aufbau den normalen Serienkennzeichen gleichen. Als erster Buchstabe wird stets ein X verwendet (z. B. XB 356 AC).

### Zweiradkennzeichen

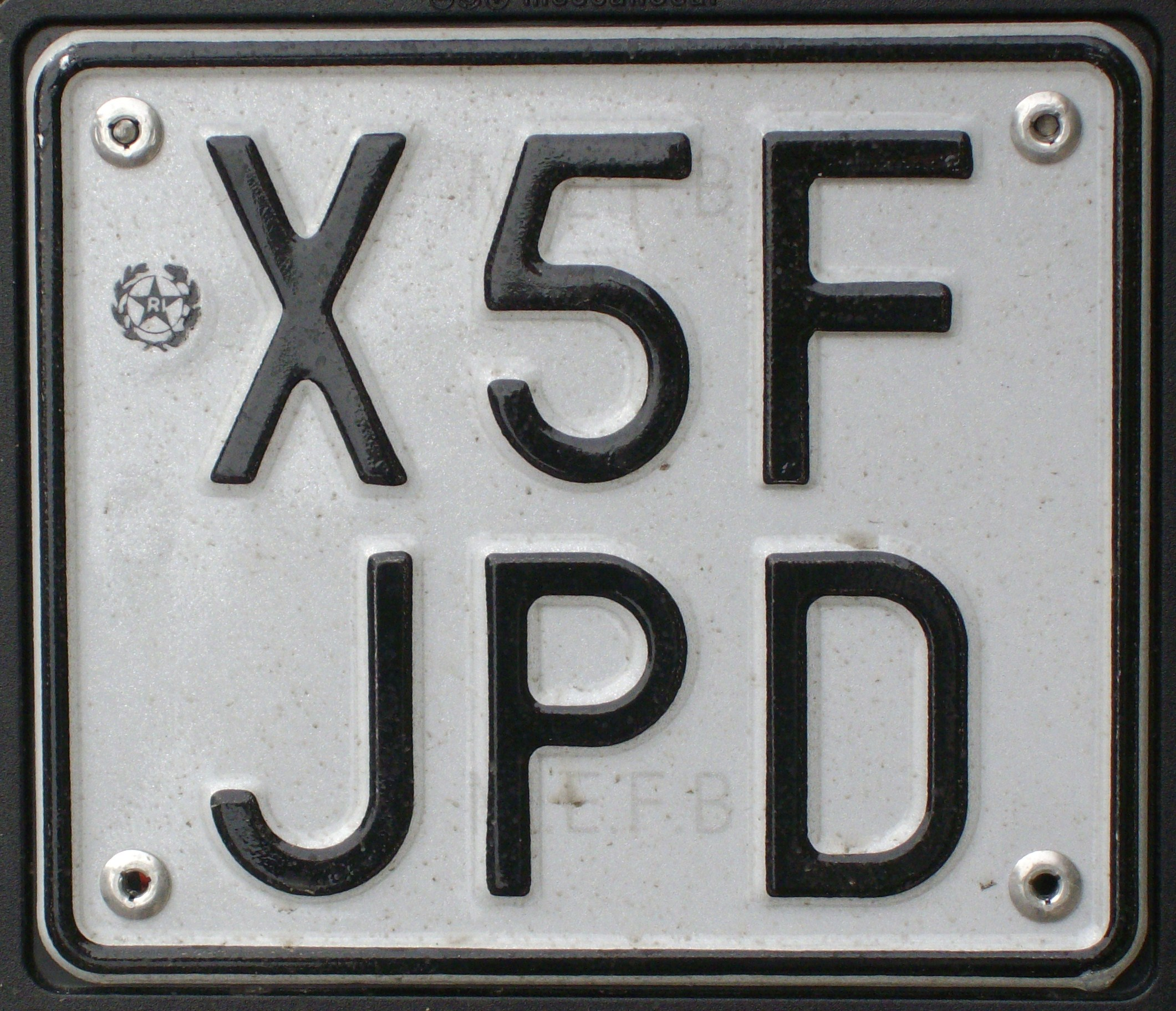
Mopedkennzeichen seit 2004

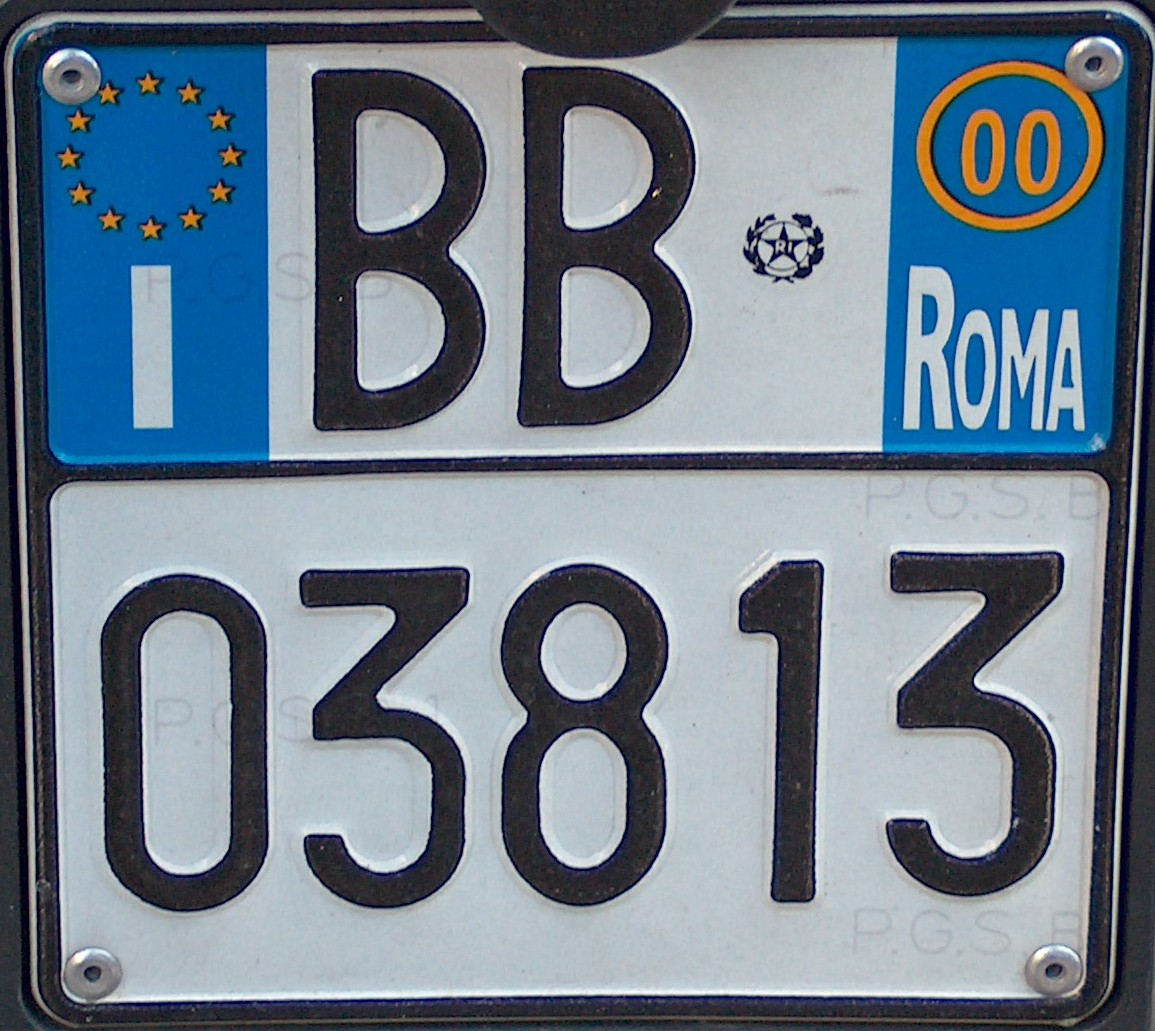
Aktuelles Euro-Kennzeichen für Zweiräder mit Zulassungsjahr und Provinz

Die Vergabe der Motorradkennzeichen folgt dem Prinzip der Pkws. Vor 1994 gaben die ersten beiden Buchstaben (Ausnahme: ROMA) die Provinz an, es folgte eine Unterscheidungsnummer. Ab 1994 wurden die Schilder fortlaufend vergeben. 1999 führte man Euro-Kennzeichen ein. Die Beschriftung des Schildes ist zweizeilig. In der oberen Zeile befinden sich rechts und links blaue Bänder mit zwei Buchstaben in der Mitte. In der zweiten Zeile stehen fünf Ziffern.
Für Mopeds bis 50 cm³ bestand bis Oktober 1993 keine Kennzeichenpflicht. Seitdem trugen alle Fahrzeuge bis 50 cm³ (Mopeds, leichte Lastdreiräder, Krankenfahrstühle und andere mit dem Führerschein „AM“ zu fahrende Fahrzeuge) kleine zweizeilige Kennzeichen mit insgesamt fünf Lettern und abgeschnittenen oberen Ecken. Diese Schilder waren an den Halter, nicht an das Fahrzeug gebunden.
Im Juli 2004 wurde auch für Mopeds (und ähnliche Fahrzeuge) ein neues Format eingeführt: nahezu quadratisch, sechs schwarze Ziffern/Buchstaben in zwei Zeilen auf weißem Grund, jedoch bleiben die Kennzeichen weiterhin personengebunden. Im Februar 2012 endete die Übergangsfrist, in der die alten Schilder noch verwendet werden durften.

### Sonderkennzeichen
Für eine Reihe von Behörden und weiteren Institutionen werden spezielle Kennzeichen ausgegeben. Diese zeigen meist ein Kürzel der entsprechenden Organisation in roter Schrift auf dem Nummernschild. Es folgt eine Seriennummer, gelegentlich mit Kodierung der Provinz. Für die autonomen Provinzen Trient und Bozen–Südtirol sowie die autonome Region Sardinien werden die Kennzeichen regional ansässiger Behörden um ein Kürzel in Deutsch bzw. Sardisch ergänzt. So trägt beispielsweise die Feuerwehr in Südtirol das Kürzel VF FW in Rot für italienisch Vigili del Fuoco bzw. Feuerwehr. Die Kennzeichen der italienischen staatlichen Institutionen haben keine blauen Randstreifen, die Kennzeichen der lokalen oder regionalen Institutionen, u. a. lokale Polizeieinheiten oder der autonome Südtiroler Forstdienst, haben herkömmliche blaue Randstreifen.

## Die Provinz- und Metropolitanstadtkürzel
(Fettdruck (XY): wird so noch ausgegeben; ungefettet (XY): läuft aus)

### A
| AG: Agrigent (ab 1928, davor GI für Girgenti) AL: Alessandria AN: Ancona AO: Valle d’Aosta (französisch: Vallée d’Aoste; deutsch: Aostatal; mit dem Landeswappen) AP: Ascoli Piceno AQ: L’Aquila AR: Arezzo AT: Asti (ab 1933) AU: Apuania (1939 bis 1949, davor und danach MS für Massa-Carrara) AV: Avellino |

### B
| BA: Metropolitanstadt Bari (ab 2015, davor Provinz Bari) BG: Bergamo BI: Biella (ab 1992) BL: Belluno BN: Benevento (deutsch: Benevent) BO: Metropolitanstadt Bologna (ab 2015, davor Provinz Bologna) BR: Brindisi BS: Brescia BT: Barletta-Andria-Trani (ab 2009) BZ: Bozen (italienisch: Bolzano) (mit dem Landeswappen, dem Südtiroler Landesadler) |

### C
| CA: Metropolitanstadt Cagliari (ab 2017, davor Provinz Cagliari) CB: Campobasso CE: Caserta CG: Castrogiovanni (bis 1927, danach EN für Enna) CH: Chieti CI: Carbonia-Iglesias (von 2005 bis 2017, danach SU für Sud Sardegna) CL: Caltanissetta CN: Cuneo (ab 1928, davor CU) CO: Como CR: Cremona CS: Cosenza CT: Metropolitanstadt Catania (ab 2015, davor Provinz Catania) CU: Cuneo (bis 1928, danach CN) CZ: Catanzaro |

### E
| EN: Enna (ab 1927, davor CG für Castrogiovanni) |

### F
| FC: Forlì-Cesena (ab 1994, davor FO für Forlì) FE: Ferrara FG: Foggia FI: Metropolitanstadt Firenze (deutsch: Florenz; ab 2015, davor Provinz Firenze) FM1: Fiume (1930 bis 1945, davor FU; heute Rijeka/Kroatien) FM2: Fermo (ab 2009) FO: Forlì (bis 1994, danach FC für Forlì-Cesena) FR: Frosinone (ab 1927) FU: Fiume (bis 1930, danach FM) |

### G
| GE: Metropolitanstadt Genova (deutsch: Genua; ab 2015, davor Provinz Genova) GI: Girgenti (bis 1928, danach AG für Provinz Agrigent) GO: Gorizia (deutsch: Görz) GR: Grosseto |

### I
| IM: Imperia IS: Isernia (ab 1970) |

### K
| KR3: Crotone (ab 1992) |

### L
| LC: Lecco (ab 1992) LE: Lecce LI: Livorno LO: Lodi (ab 1992) LT: Latina (ab 1933) LU: Lucca |

### M
| MB: Monza e Brianza (ab 2009) MC: Macerata ME: Metropolitanstadt Messina (ab 2015, davor Provinz Messina) MI: Metropolitanstadt Milano (deutsch: Mailand; ab 2015, davor Provinz Milano) MN: Mantova (deutsch: Mantua) MO: Modena MS: Massa-Carrara (bis 1939 und wieder ab 1949, in der Zwischenzeit AU für Apuania) MT: Matera |

### N
| NA: Metropolitanstadt Napoli (deutsch: Neapel; ab 2015, davor Provinz Napoli) NO: Novara NU: Nuoro |

### O
| OG: Ogliastra (2005 bis 2017, danach NU für Nuoro) OR: Oristano (ab 1976) OT: Olbia-Tempio (2005 bis 2017, danach SS für Sassari) |

### P
| PA: Metropolitanstadt Palermo (ab 2015, davor Provinz Palermo) PC: Piacenza PD: Padova (deutsch: Padua) PE: Pescara PG: Perugia (ab 1933, davor PU) PI: Pisa PN: Pordenone (ab 1967) PO: Prato (ab 1992) PR: Parma PS: Pesaro e Urbino (bis 1994, danach PU) PT: Pistoia PU1: Perugia (bis 1933, danach PG) PU2: Pesaro e Urbino (ab 1994, davor PS) PV: Pavia PZ: Potenza |

### R
| RA: Ravenna RC: Metropolitanstadt Reggio Calabria (ab 2017, davor Provinz Reggio Calabria) RE: Reggio Emilia RG: Ragusa RI: Rieti RM: (auch: ROMA) Metropolitanstadt Roma Capitale (deutsch: Rom; ab 2015, davor Provinz Roma) RN: Rimini (ab 1992) RO: Rovigo ROMA4: siehe RM |

### S
| SA: Salerno SI: Siena SO: Sondrio SP: La Spezia SR: Siracusa (deutsch: Syrakus) SS: Sassari SU: Sud Sardegna (deutsch: Südsardinien; ab 2017) SV: Savona |

### T
| TA: Taranto (deutsch: Tarent) TE: Teramo TN: Trento (deutsch: Trient; mit dem Landeswappen, dem Wenzelsadler) TO: Metropolitanstadt Torino (deutsch: Turin; ab 2015, davor Provinz Torino) TP: Trapani TR: Terni TS: Trieste (deutsch: Triest; bis 1945 und wieder ab 1954) TV: Treviso |

### U
| UD: Udine |

### V
| VA: Varese VB: Verbano-Cusio-Ossola (ab 1992) VC: Vercelli VE: Metropolitanstadt Venezia (deutsch: Venedig; ab 2015, davor Provinz Venezia) VI: Vicenza VR: Verona VS: Medio Campidano (von 2006 bis 2017, danach SU für Sud Sardegna; V = Villacidro, S = Sanluri, die beiden Provinzhauptorte) VT: Viterbo VV: Vibo Valentia (ab 1992) |

### Z
| ZA: Zara (bis 1945) |

Fußnoten:
1 Erstvergabe bei mehr als einer Vergabe

2 Zweitvergabe bei mehr als einer Vergabe

3 Notlösung: Da bereits alle möglichen Kombinationen mit einem C als Anfangsbuchstaben vergeben waren, wurde auf das Kürzel KR ausgewichen, wenngleich der Buchstabe K in der italienischen Sprache nicht vorkommt. KR steht zudem für den ehemaligen griechischen Namen der Stadt: Kroton

4 Ausgegebenes Unterscheidungszeichen anstelle des RM

## Die Sonderkennzeichenkürzel
| Kürzel      | Kennzeichen | Institution                                                                          | Institution (dt.)                              | Anmerkungen |
| ----------- | ----------- | ------------------------------------------------------------------------------------ | ---------------------------------------------- | --- |
| AM          |             | Aeronautica Militare                                                                 | Luftwaffe                                      | „AM“ in rot; im Format „AM xx 123“ |
| CC          |             | Carabinieri                                                                          | Carabinieri (Militärpolizei)                   | „CC“ in rot; im Format „CC xx 123“ |
| CF FD CF VA |             | Corpo Forestale - Forstdienst Corpo Forestale Corpo Forestale - Vigilanza Ambientale | Forstbehörden in den Regionen mit Sonderstatut | in Südtirol „CF FD“ in rot; im Format „CF FD A12“ im Trentino „CF“ in rot; im Format „CF A12 TN“ auf Sardinien „CFVA“ und „CA“ in rot, im Format „CFVA A12 CA“ auf Sizilien „CF“ und „PA“ in rot, im Format „CF 123 PA“ im Aostatal „CF“ und „AO“ in rot, im Format „CF 123 AO“ in Friaul-Julisch Venetien „CF“ und in rot, im Format „CF 123“ Alle mit blauen Randstreifen |
| CFS         |             | Corpo Forestale dello Stato                                                          | Forstbehörden, inzwischen aufgelöst.           | „CFS“ in rot; im Format „CFS 123 xx“, „xx“ steht für die Provinz |
| CP          |             | Capitaneria di Porto – Guardia Costiera                                              | Küstenwache                                    | „CP“ in rot, im Format „CP 1234“ |
| CRI         |             | Croce Rossa Italiana                                                                 | Italienisches Rotes Kreuz                      | „CRI“ in rot, gefolgt von einem rot umkreisten roten Kreuz, im Format „CRI+ 12345“ (bis 2003) „CRI+ A123x“ (2003–2007) „CRI+ 123xx“ (seit 2008) |
| DPC         |             | Dipartimento della Protezione Civile                                                 | Zivilschutz                                    | „DPC“ in rot; im Format „DPC x1234“ |
| EE          |             | Escursionisti Esteri                                                                 | Ausländer ohne Wohnsitz in Italien             | „EE“ in rot; im Format „EE 123 xx“, „xx“ steht für die Provinz |
| EI          |             | Esercito Italiano                                                                    | Italienisches Heer                             | „EI“ in rot; im Format „EI xx 123“ |
| GdiF        |             | Guardia di Finanza                                                                   | Finanzpolizei                                  | „GdiF“ in rot; im Format „GdiF 123 xx“ |
| MM          |             | Marina Militare                                                                      | italienische Marine                            | „MM“ in rot; im Format „MM xx 123“; |
| PC PC ZS    |             | Protezione Civile, Bergrettungsdienste und Weißes Kreuz                              | Zivilschutz                                    | „PC“ in rot im Trentino „PC xxx TN“ in Südtirol „PC ZSxxx“ |
| SMOM        |             | Sovrano militare ordine di Malta                                                     | Souveräner Malteserorden                       | Verwendet auf Zivilschutzfahrzeugen und Krankenwagen des Souveränen Malteserorden (Freiwillige Sonderhilfskorps), ausgestellt vom italienischen Verteidigungsministerium. Die restlichen Fahrzeuge des Ordens verfügen über ein Diplomatenkennzeichen (XA). |
| VF VF FW    |             | Vigili del Fuoco                                                                     | Feuerwehr                                      | „VF“ in rot; im Format „VF 12345“ in Italien, im Format „VF 123 xx“, „xx“ in den autonomen Provinzen. im Trentino „VF 123 TN“ in Südtirol seit 2009 „VF FW123“ mit blauen Randstreifen, vorher „VF 123 BZ“ ohne Randstreifen |
|             |             | Polizia di Stato                                                                     | Staatliche Polizei                             | „POLIZIA“ in rot über einer fünfstelligen Buchstaben-/Zahlenkombination; Seit 2018 wird nur noch eine Zeile verwendet. |
|             |             | Polizia Penitenziaria                                                                | Justizwache                                    | „POLIZIA PENITENZIARIA“ in rot über „123 xx“ |
|             |             | Polizia Locale                                                                       | Ortspolizeien                                  | Schilder der normalen Serie beginnend mit „Y“ im Format: „POLIZIA LOCALE“ in hellblau über „Yx 123 xx“ |

## Die Diplomatenkennzeichen

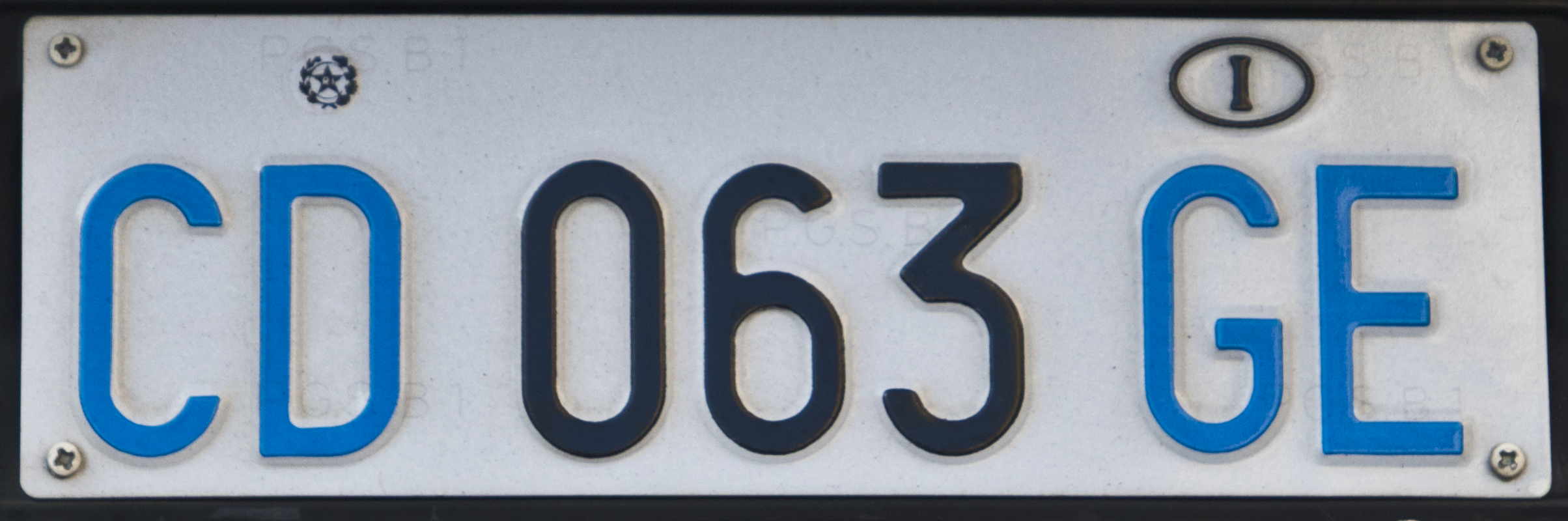
Diplomatenkennzeichen; GE = Taiwan

1984 wurden alle Diplomatenkennzeichen umgestellt. Die Kennzeichen sind weiß. Zu Beginn erscheinen die blauen Buchstaben CC (Corpo Consolare; Konsularisches Corps) (1997 eingeführt), CD (Corpo Diplomatico; Diplomatisches Corps) oder UNP (Vereinte Nationen) gefolgt von einer maximal vierstelligen schwarzen Unterscheidungsnummer. Am Ende stehen erneut zwei blaue Buchstaben, die über das entsprechende Land Auskunft geben. Da es für Diplomatenkennzeichen keine Euro-Version gibt, erscheint auf dem Schild im hinteren Drittel das Nationalitätszeichen Italiens, ein I im Oval, über den Lettern.
AA  Albanien

AC  Österreich

AE  Belgien

AG  Bulgarien

AK  Tschechien

AM  Zypern

AN  Dänemark

AP  Finnland

AQ  Frankreich

AR  Frankreich [1]

AU  Deutschland

AV  Deutschland [1]

BA ehem. DDR

BB  Kroatien [1]

BC  Vereinigtes Königreich

BF  Slowenien

BG  Griechenland

BM  Irland

BN  Italien

BP  Serbien

BQ  Kroatien

BR  Luxemburg

BS  Malta

BT  Monaco

BV  Norwegen

BX  Niederlande

CA  Polen

CC  Portugal

CE  Rumänien

CG  San Marino

CH  Spanien

CM  Schweiz [1]

CN  Schweden

CQ  Schweiz

CR  Türkei

CX  Ungarn

DA  Russland

DC  Ukraine

DD  Usbekistan

DE  Vatikanstadt

DF  Estland

DG  Nordmazedonien

DH  Bosnien und Herzegowina

DL  Slowakei

DM  Armenien

DN  Georgien

DP  Kasachstan

DQ  Lettland

DR  Belarus

DS  Litauen

DT  Moldau

DV  Island

DZ  Aserbaidschan

EA  Burkina Faso

EB  Dominica

EC  Uganda

ED  Burundi

EF  Ruanda

EG  Simbabwe

EH  Katar

EL  Tschad

EM  Mauretanien

EN  Eritrea

EP  Mali

ER  Belize

ES  Äquatorialguinea

ET  Kosovo

EU  Benin

GA  Afghanistan

GB  Saudi-Arabien

GC  Bangladesch

GD  Myanmar

GE  Chinesisch Taipeh

GF  Volksrepublik China

GK  Philippinen [1]

GL  Nordkorea

GM  Südkorea

GP  Vereinigte Arabische Emirate

GQ  Philippinen

GS  Japan

GZ  Jordanien

HA  Indien

HC  Indonesien

HE  Iran

HF  Irak

HL  Israel

HN  Kuwait [1]

HQ  Kuwait

HR  Libanon

HS  Malaysia

HT  Oman

HV  Pakistan

HX  Syrien

LA  Sri Lanka

LB  Thailand

LE  Vietnam

LF  Jemen

LH  Montenegro

LL  Mongolei

LM  Osttimor

NA  Algerien

NC  Angola

ND  Kamerun

NF  Kap Verde

NG  Zentralafrikanische Republik

NH  Republik Kongo

NL  Elfenbeinküste

NM  Ägypten

NR  Äthiopien

NT  Gabun

NX  Ghana

PA  Guinea

PB  Kenia

PC  Lesotho

PD  Liberia

PE  Libyen

PL  Madagaskar

PN  Marokko

PQ  Nigeria

PR  Tunesien [1]

PS  Senegal

PV  Mosambik

PX  Somalia

QA  Südafrika

QC  Sudan

QE  Tansania

QG  Tunesien

QL  Demokratische Republik Kongo

QN  Sambia

QP  Niger

SA  Kanada

SD  Mexiko

SF  Vereinigte Staaten

SG  Vereinigte Staaten

SH  Vereinigte Staaten

SK  Vereinigte Staaten

SL  Vereinigte Staaten

SM  Vereinigte Staaten

SN  Vereinigte Staaten

SP  Vereinigte Staaten

SQ  Vereinigte Staaten

SR  Vereinigte Staaten

TA  Costa Rica

TC  Kuba

TE  Dominikanische Republik

TF  Ecuador

TG  Jamaika

TH  Guatemala

TL  Haiti

TM  Honduras

TP  Nicaragua

TQ  Panama

TR  Panama [1]

TS  El Salvador

UA  Argentinien

UE  Bolivien

UF  Brasilien

UH  Chile

UL  Kolumbien

UN  Paraguay

UP  Peru

US  Uruguay

UT  Venezuela

VA  Argentinien [1]

VF  Brasilien [1]

VH  Chile [1]

VL  Kolumbien [1]

VN  Paraguay [1]

VP  Peru [1]

VS  Uruguay [1]

VT  Venezuela [1]

XA  Malteserorden

XC  UNO

XD  UNO

XE  UNO

XF  UNO

XG Sonderserie

XH  UNO

ZA  Australien

ZC  Neuseeland

[1] nur für Konsularisches Corps